# 108 Hecuba
Hecuba /ˈhɛkjʊbə/ (định danh hành tinh vi hình: 108 Hecuba) là một tiểu hành tinh khá lớn và sáng ở vành đai chính. Quỹ đạo của Hecuba nằm trong nhóm tiểu hành tinh Hygiea nhưng không thuộc nhóm này và thành phần cấu tạo của nó là silicat. Ngày 2 tháng 4 năm 1869, nhà thiên văn học người Đức Karl T. R. Luther phát hiện tiểu hành tinh Hecuba và đặt tên nó theo tên Hecuba, vợ của vua Priam trong truyền thuyết chiến tranh thành Troia.